# 天水路站 (臺北捷運)
天水路站，又稱為圓環站，位於中華民國臺北市大同區，曾是臺北捷運松山新店線規劃中的捷運車站。因車站用地的居民反對，無法取得用地，臺北市政府捷運工程局於2007年4月10日決定廢止此站的設站計劃。

## 車站概要
車站原計劃設於天水路一帶，在建成圓環西南邊，重慶北路與延平北路間，位於中山站與北門站間，工程代碼為G15。

## 車站構造
原規劃為一個島式月臺，四個出入口。

### 月臺
| 地下 | 一月台             | ← 松山新店線 往松山方向（G14 中山站）          |
| 地下 | 島式月台，左側開門 |                                                |
| 地下 | 二月台             | 松山新店線 往新店／台電大樓方向（G13 北門站）→ |

### 車站出口
出口1、2、3位於車站南端，出口4位於車站北端。
- 出口1：延平北路（天水路與長安西路交叉口）
- 出口2：百花紅大酒家（天水路與華亭街交叉口，車站南側）
- 出口3：建成圓環（天水路與重慶北路交叉口）
- 出口4：華亭街（天水路與華亭街交叉口，車站北側）

## 歷史
2007年4月10日，在臺北市議會第10屆第1次定期大會交通委員會第2次會議紀錄中確認終止計畫。因與地主反對參與開發，台北市政府捷運工程局正式決定廢止此站的設站計劃。
2017年6月8日，設站呼聲再起。但松山新店線早已投入營運，又無預留站體，增設代價龐大，並無重新評估設站之計畫。

## 車站週邊
- 建成圓環
- 寧夏夜市
- 迪化街
- 臺北霞海城隍廟
- 臺北地下街
- 臺北市立日新國民小學